# Daiki Nishioka
Daiki Nishioka (西岡 大輝 Nishioka Daiki?, nacido el 21 de agosto de 1988 en Miyazaki) es un futbolista japonés que se desempeña como defensa. Es hermano del también jugador de fútbol Taishi Nishioka.

## Trayectoria

### Clubes
| Club                | País  | Año         |
| ------------------- | ----- | ----------- |
| Sanfrecce Hiroshima | Japón | 2011 - 2012 |
| Tochigi SC          | Japón | 2013        |
| Ehime FC            | Japón | 2014 -      |

## Estadística de carrera

### J. League
| Club                | Año   | J. League | J. League | Copa J. League | Copa J. League | Total | Total |
| Club                | Año   | Part.     | Goles     | Part.          | Goles          | Part. | Goles |
| ------------------- | ----- | --------- | --------- | -------------- | -------------- | ----- | ----- |
| Sanfrecce Hiroshima | 2011  | 0         | 0         | 0              | 0              | 0     | 0     |
| Sanfrecce Hiroshima | 2012  | 0         | 0         | 0              | 0              | 0     | 0     |
| Tochigi SC          | 2013  | 9         | 0         | -              | -              | 9     | 0     |
| Ehime FC            | 2014  | 21        | 0         | -              | -              | 21    | 0     |
| Ehime FC            | 2015  | 33        | 1         | -              | -              | 33    | 1     |
| Ehime FC            | 2016  | 24        | 0         | -              | -              | 24    | 0     |
| Ehime FC            | 2017  | 12        | 0         | -              | -              | 12    | 0     |
| Total               | Total | 99        | 1         | 0              | 0              | 99    | 1     |